# Partido judicial de La Bisbal del Ampurdán
El Partido judicial de La Bisbal del Ampurdán es uno de los 49 partidos judiciales en los que se divide la comunidad autónoma de Cataluña, siendo el partido judicial n.º 3 de la provincia de Gerona.
El ámbito territorial, que viene regulado por el Real Decreto 529/1983, de 9 de marzo, comprende las localidades de Albons, Bagur, Bellcaire, La Bisbal del Ampurdán, Colomés, Corsá, Cruilles, Monells y San Sadurní. Foixá, Fontanillas, Forallac, Garrigolas, Gualta, Jafre, Montrás, Palafrugell, Palamós, Palau-sator, Pals, Parlabá, La Pera, Regencós, Rupiá, Serra de Daró, La Tallada, Torrent, Torroella de Montgrí, Ullà, Ullastret, Ultramort, Vall-llobrega, Verges y Vilopriu.
La cabeza de partido y por tanto sede de las instituciones judiciales es La Bisbal del Ampurdán. Cuenta con cuatro Juzgados de Primera Instancia e Instrucción.